# Leurs enfants après eux
Cet article concerne le roman. Pour le film, voir Leurs enfants après eux (film).
Leurs enfants après eux est un roman de Nicolas Mathieu paru le 22 août 2018 aux éditions Actes Sud. Deuxième roman de son auteur, le livre s'attache à faire les portraits de jeunes adolescents des zones périurbaines de l'est de la France dans les années 1990 dans le contexte de la désindustrialisation de cette région.
Le roman reçoit globalement un bon accueil de la critique littéraire à sa parution et est retenu dans les sélections des principaux prix littéraires à la rentrée 2018. Il est notamment récompensé par le prix Goncourt le 7 novembre 2018, distinction qui est suivie d'un grand succès en librairie (plus de 400 000 exemplaires vendus fin 2019) ainsi que de traductions en près de vingt langues pour les éditions à l'étranger.

## Historique du roman

### Écriture du roman
Après un premier roman noir, Aux animaux la guerre (2014), édité dans la collection « Actes noirs » d'Actes Sud traitant déjà de l'impact de la désindustrialisation sur la classe ouvrière de l'Est de la France, Nicolas Mathieu décide de poursuivre avec ce thème pour son deuxième livre en s'attachant désormais aux conséquences sur la génération suivante, celle des enfants nés à la fin des années 1970 devenus adolescents dans les années 1990,,. En effet, il estime alors ne pas en avoir fini avec ces personnages d'adolescents et veut « poursuivre sur les mêmes motifs, avec d'autres moyens ». Un autre élément déclencheur pour l'écriture de ce roman a été le film Mud (2013) de Jeff Nichols, en particulier la scène d'ouverture avec les deux jeunes adolescents dans le bateau qui est en partie reprise dans le premier chapitre du livre.
Voulant ancrer son écriture dans le réel « social et politique » – à la manière des romans réalistes du XIXe siècle de Balzac et Zola mais aussi des romans d'Annie Ernaux, –, il utilise alors son expérience de greffier de réunions de comités d'entreprises en faillite subissant des plans sociaux pour observer la déliquescence du tissu industriel français et le combat entre les ouvriers et les dirigeants afin d'en tirer la matière de ses livres. Pour ce deuxième roman, il prend pour modèle Hayange et la vallée de la Fensch, « fasciné » par les hauts-fourneaux rouillés dominant toujours la ville à laquelle il ajoute son expérience d'adolescent – ayant grandi dans la zone pavillonnaire Jeanne-d'Arc à Golbey, près d'Épinal dans les Vosges, et vécu un « sentiment de déclassement » et « d'humiliation » lors de sa scolarité dans le privé avec la volonté de s'extraire de son milieu –, puis de jeune adulte parti étudier à Nancy et Metz,.
L'écriture de Leurs enfants après eux se fait en deux phases, l'une d'un an pour la première version et la seconde de dix-huit mois pour le travail de correction, – notamment avec Manuel Tricoteaux, son éditeur chez Actes Sud,, – alors qu'il travaille à mi-temps pour l'association de surveillance de l'air de Lorraine,. Mais alors que le projet initial de l'auteur était de refaire un roman noir, le fait de s'attacher à une description hyperréaliste de la vie de ses personnages a abouti à une résistance de ce genre littéraire et le livre est devenu un « roman d'apprentissage, une chronique, et le portrait d'une poignée de personnages, d'une époque et d'une vallée ».

Le titre est tiré d'une citation du Siracide, l'un des livres de l'Ancien testament,, mise en exergue du roman :

« Il en est dont il n'y a plus de souvenir,
Ils ont péri comme s'ils n'avaient jamais existé ;
 Ils sont devenus comme s'ils n'étaient jamais nés,
Et, de même, leurs enfants après eux. »

— Siracide ; 44,9
Par le choix de ce titre, l'auteur se place volontairement dans le sillon de Louons maintenant les grands hommes (1941), célèbre livre de l'écrivain James Agee illustré par les photographies de Walker Evans dont le titre est également tiré du même premier chapitre du Siracide (44,1) – « Faisons donc l'éloge des hommes illustres, et des pères de notre race » – et s'interprète comme le « eux » du titre du roman de Nicolas Mathieu. Le livre de Agee et Evans était consacré aux petits métayers du Sud des États-Unis, milieu social le plus pauvre du monde paysan, au moment de la Grande Dépression. Nicolas Mathieu s'inspire donc « comme une boussole » de cet ouvrage « documentaire et poétique » pour l'écriture de son propre roman sur les derniers représentants de la classe ouvrière, en voulant l'inscrire également dans une « généalogie remontant jusqu'à la Bible et l'Antiquité ». Si ces « vies minuscules » — telles les Vies minuscules de la Bible mais aussi celles du livre homonyme de Pierre Michon — ne s'inscrivent pas dans l'Histoire, elles se gravent dans les mémoires en plus de l'importance d'être vécues,.
Mais au-delà du projet social de son livre – s'apparentant au genre du roman social –, Nicolas Mathieu explique que son projet littéraire s'attache également très fortement à la description des sensations et du désir, des perceptions et des corps afin de les faire éprouver aux lecteurs. Que ce soit la découverte de l'amour, de la sexualité et des limites chez les adolescents, l'ennui au fin fond de la France périphérique ou le rapport des personnages à leur environnement durant les années 1990, c'est-à-dire avant l'arrivée des nouvelles technologies de l'information et de la communication. Il déclare ainsi que la partie la plus autobiographique de son livre est la « thématique des amours unilatérales qui a été le fil rouge, le motif central de [s]es années d’adolescence » avec toute la violence qui en découle.
Le dernier aspect tient à l'utilisation des chansons – que ce soit dans le découpage des chapitres auxquels elles donnent leurs titres ou par leur présence dans le cours du récit romanesque – que Nicolas Mathieu a voulu utiliser pour inscrire précisément son livre dans une période chronologique, celle des années 1990 (par incrémentation de deux ans), afin de « convoquer [chez le lecteur] une mémoire sensorielle et affective » à la manière du phénomène de réminiscence des « petites madeleines ».

### Sélections et prix littéraires
Lors de la rentrée littéraire, Leurs enfants après eux est retenu dans les sélections de deux des principaux prix littéraires 2018 que sont le Goncourt, et le Médicis, ainsi que dans celles du prix Goncourt des lycéens, du prix France Culture-Télérama et du prix de Flore.

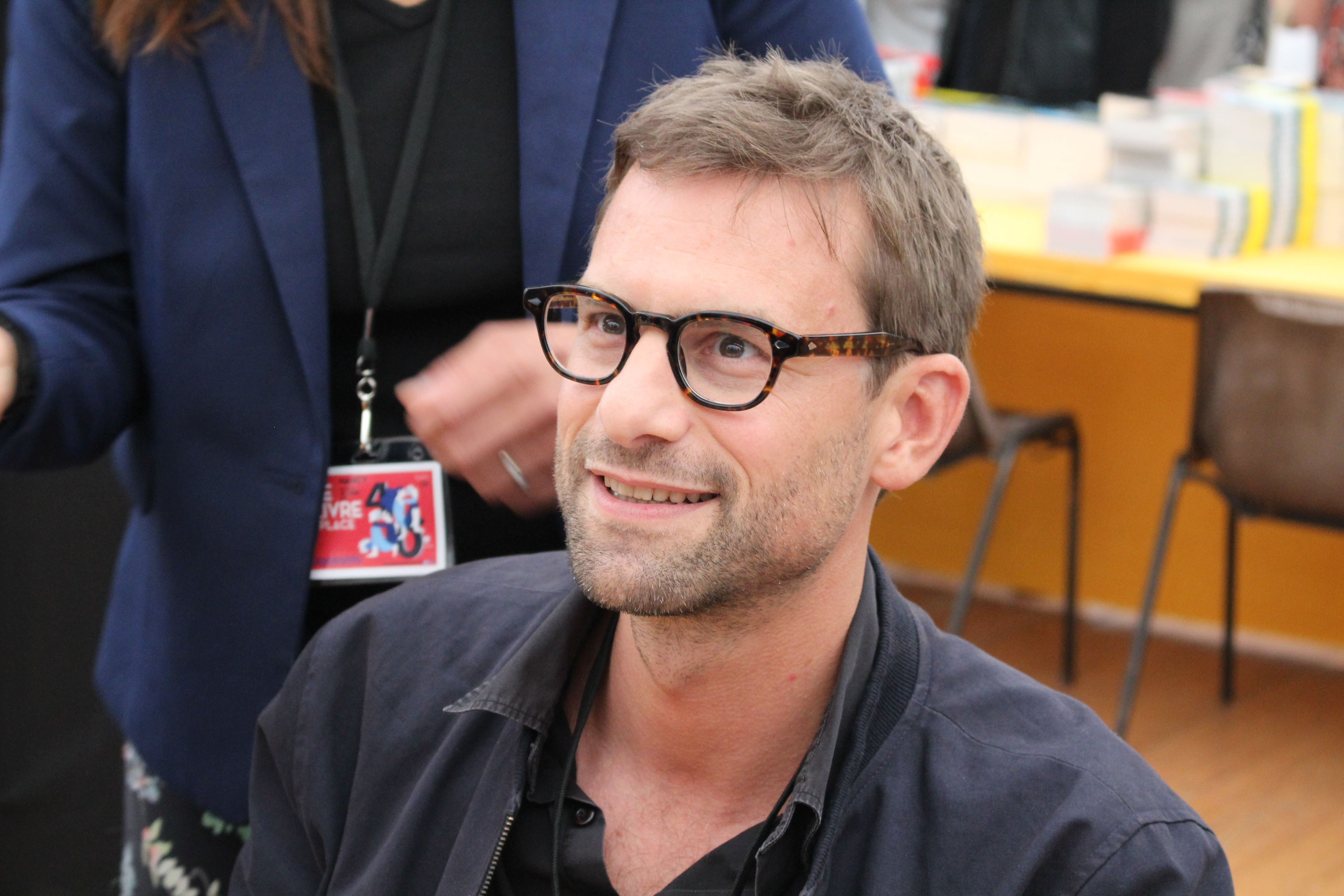
Nicolas Mathieu lors du « Livre sur la place » à Nancy le 7 septembre 2018.

Nicolas Mathieu reçoit une première distinction avec le prix de la Feuille d'Or 2018, décerné par des médias lorrains lors du salon Livre sur la place de Nancy. L'Académie Goncourt, réunie au restaurant Drouant le 7 novembre 2018, lui décerne le prix Goncourt au quatrième tour de scrutin par six voix contre quatre à Maîtres et Esclaves de Paul Greveillac,, alors que d'avis général Leurs enfants après eux n'était pas le favori – surtout après l'obtention du prix par Éric Vuillard pour L'Ordre du jour publié l'année précédente déjà par Actes Sud soit le troisième Goncourt en quatre ans (et le quatrième en sept) pour cette maison d'édition –. En effet, l'histoire sur un tirailleur sénégalais dans Frère d'âme de David Diop, retenu dans les sélections de tous les principaux prix littéraires français, était le plus largement cité pour obtenir le Goncourt en période de commémoration de la fin de la Première Guerre mondiale. Après trois tours de scrutin ne dégageant pas de majorité, c'est Bernard Pivot qui a débloqué la situation en se prononçant pour le roman, alors que Leurs enfants après eux n'était pas son premier choix.

### Ventes
À sa parution, Leurs enfants après eux – qui avait bénéficié d'un bon éclairage médiatique avec ses sélections pour les prix littéraires et une mise en avant de la critique dans la presse généraliste – s'était alors vendu à 15 000 exemplaires réalisant déjà un honnête succès de librairie. Après l'obtention du prix Goncourt, le roman prend la première place des classements hebdomadaires, avec 22 000 exemplaires vendus en quatre jours. Le jour de l'obtention du prix, l'éditeur Actes Sud commande immédiatement un nouveau tirage de 100 000 exemplaires. À l'issue de 2018, le roman se place à la troisième position des meilleures ventes annuelles en librairie. Comme pour la plupart des lauréats du Goncourt, les ventes attendues devraient s'élever en moyenne à 400 000 exemplaires environ comme cela fut le cas pour les précédents lauréats durant la période 2014-2018 selon une étude de l'Institut GfK pour le magazine Livres hebdo.
Fin janvier 2019, le palmarès annuel L'Express-RTL-Tite Live – dévoilé en présence des lauréats conviés pour un déjeuner à l'hôtel Lutetia à Paris – place le roman à la deuxième position des ouvrages francophones (parus dans l'année en grand format) les plus vendus en 2018, derrière La Disparition de Stephanie Mailer de Joël Dicker,,. Fin février 2019, le livre atteint les 375 000 exemplaires vendus puis, en juillet 2019, les 400 000 exemplaires auxquels s'ajoutent les traductions dont les droits ont été vendus dans dix-neuf langues,.
Le 19 août 2020 parait l'édition de poche du roman dans la collection Babel d'Actes Sud, édition attendue pour élargir le public des lecteurs, qui se hisse à la treizième place des meilleures ventes de livres en France (tous genres confondus) la semaine de sa parution.

## Résumé
I. Smells Like Teen Spirit – 1992

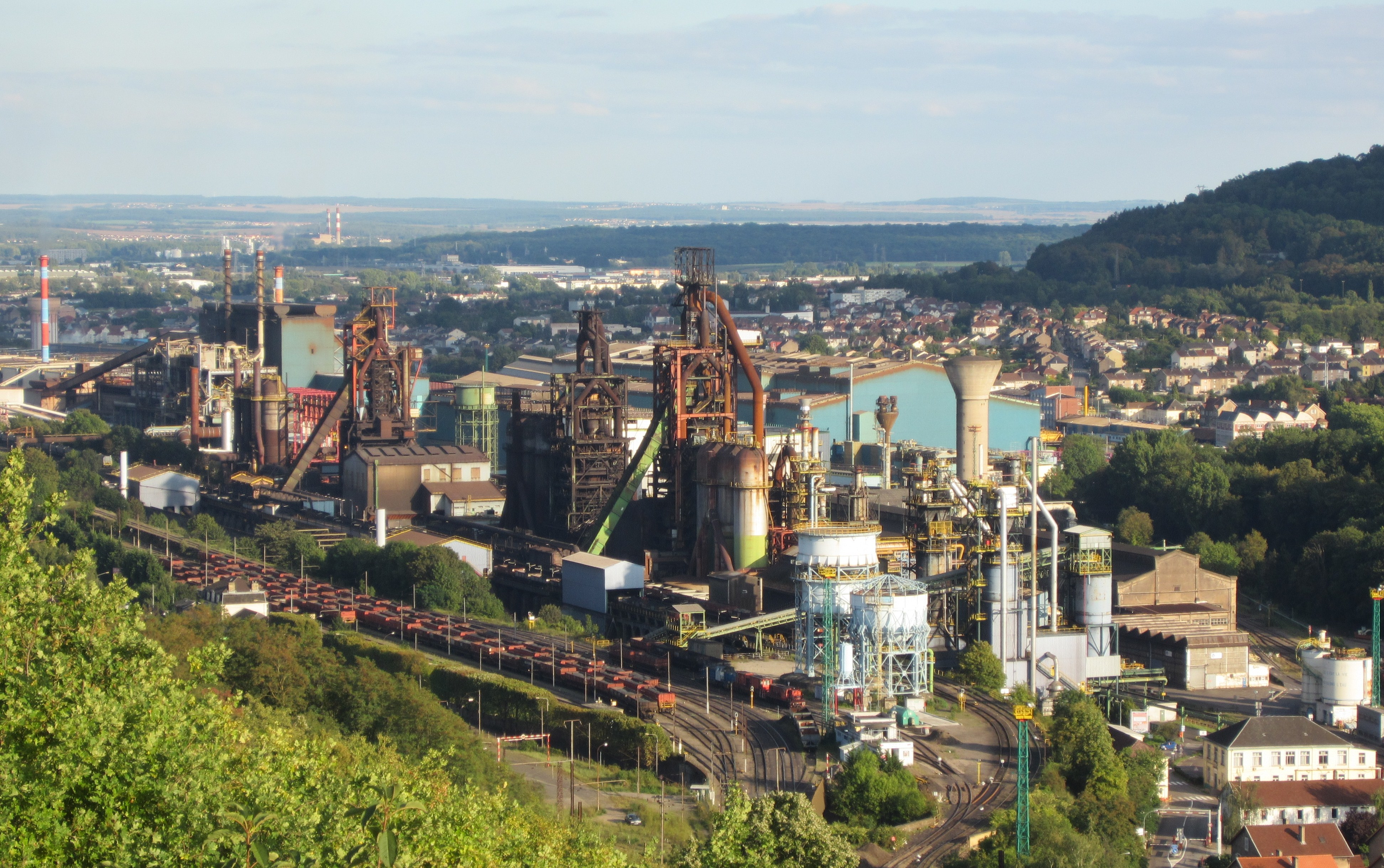
Hayange et ses hauts-fourneaux, ville modèle pour la Heillange romanesque.

Anthony s'ennuie ferme à l'été 1992 à Heillange dans la « Vallée de la Henne» en Moselle. À quatorze ans, il reluque les filles au plan d'eau, fait les quatre cents coups avec son cousin, et vit sa crise d'adolescence au sein d'une famille frappée, comme toute la région, par la crise de la sidérurgie lorraine. Petit et large d'épaule, l'œil tombant, il se sent mal dans sa peau, obnubilé comme tous les garçons par des filles plus âgées sans pouvoir réellement interagir avec elles, en particulier Steph dont il fait la rencontre. Pour aller à une fête chez « les bourgeois » de la ville d'à côté, il emprunte la moto Yamaha YZ de son père avec son cousin qui doit fournir en beuh les invités. Malheureusement, la moto ce soir-là est volée par Hacine, un petit glandeur de la ZUP voisine, et Anthony, avec la complicité de sa mère, doit le cacher à son père qui rentrerait sans cela dans une colère disproportionnée. Mère et fils décident d'aller voir Hacine chez lui pour tenter de récupérer la moto, en vain. Cependant l'humiliation est trop forte pour le père de Hacine qui bat son fils, lequel se venge le lendemain en brûlant la moto devant chez Anthony. Fou de colère, ce dernier va affronter Hacine au sein de sa cité.
II. You Could Be Mine – 1994
Deux ans ont passé et cet été-là Anthony – dont les parents ont divorcé à la suite de l'affaire de la moto – travaille dans le club nautique régional. À l'occasion d'une soirée, il recroise Steph qui lui fait toujours le même effet et qui, désormais, ne semble plus si indifférente ou jouer le mépris. Après une altercation avec un collègue, il réussit tout de même à glisser à Steph un petit mot pour lui fixer un rendez-vous, puis part rejoindre la nuit, sous sa tente, Vanessa avec qui il a tissé des liens d'amitié sexuelle. Steph quant à elle retrouve le lendemain son petit copain Simon avec qui elle prévoit de passer les vacances d'été de ses 18 ans avant que ce dernier se défausse et la plante, elle et sa grande copine Clem, lui annonçant qu'il part aux États-Unis. Folle de rage, elle décide de rompre une nouvelle fois avec Simon, qui passe son temps à mentir et courir plusieurs filles en même temps.
Hacine – parti à Tétouan sur l'injonction de son père pour le remettre dans le droit-chemin et où, au contraire, il a monté en deux ans un trafic florissant de cannabis entre le Maroc et l'Europe avant de se faire gruger et de tout perdre – est de retour dans la ZUP et compte bien régner sur le marché local après avoir éliminé le caïd de la cité. Alors qu'il passe prendre son père après l'enterrement d'un ancien collègue de la forge, il tombe sur Anthony et ses parents qui eux aussi ont assisté à la cérémonie pour leur ancien voisin. À l'acmé de cette rencontre fortuite, cristallisant rancœur et humiliation, Hacine agresse, dans les toilettes du bar L'Usine, Anthony  lequel est défendu in extremis par son père, Patrick, qui fracasse Hacine lorsqu'il comprend toute l'histoire de la moto ayant conduit à l'éclatement définitif de sa famille déjà bien dysfonctionnelle.
Malgré tous les événements de la journée, Anthony part à son rendez-vous avec Steph, laquelle a finalement décidé, autant pour se venger de Simon que par attirance pour l'adolescent qui a bien changé, de profiter de cette occasion. 
III. La Fièvre – 14 juillet 1996
Ce dimanche du 14 juillet 1996 est le dernier jour en civil d'Anthony avant son engagement volontaire long dans l'armée, seul moyen qu'il ait trouvé pour s'éloigner d'Heillange et de sa famille – autant de sa mère déprimée et surprotectrice que de son père à nouveau retombé dans l'alcool. C'est aussi la première fois depuis près de deux ans que Steph revient chez elle, après être partie étudier à Paris dans une classe préparatoire privée où elle réussit contre toute attente et après des débuts laborieux. C'est enfin le jour où Hacine, désormais rangé des trafics et en couple avec Coralie, veut se reposer de sa semaine harassante d'ouvrier sur les chantiers de restructuration des appartements sociaux de la ville. Tout Heillange se retrouve pour le feu d'artifice – et le bal qui suivra – au bord du plan d'eau où immanquablement ces trois-là se percutent à nouveau : finalement calmement entre Anthony et Hacine ; puis plus intensément entre Steph et Anthony qui enfin obtiendra (presque) ce qu'il attendait depuis des années.
IV. I Will Survive – 1998

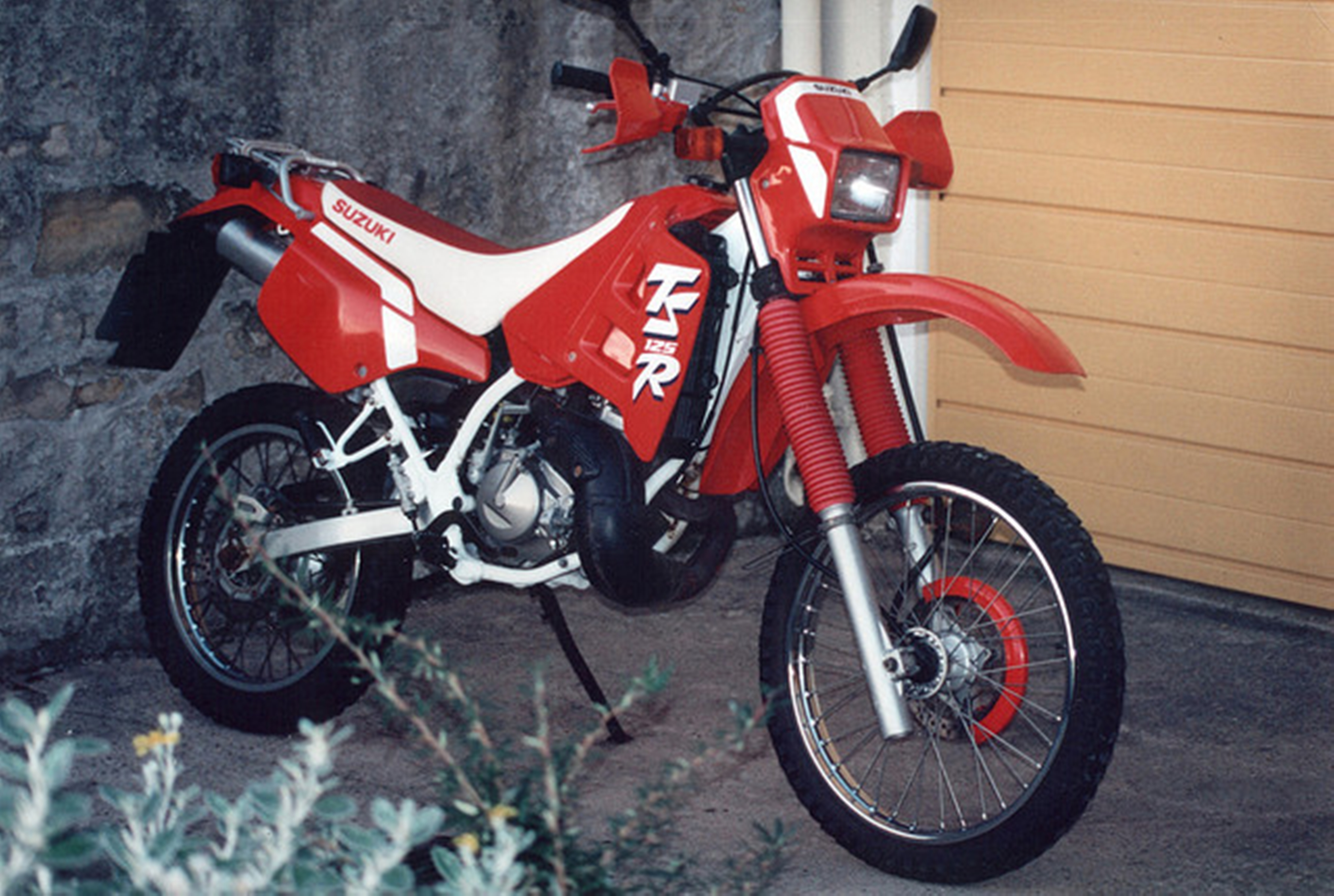
Une Suzuki TS 125, symbole du lien entre Anthony et Hacine.

Le 8 juillet 1998, toute la France est derrière son équipe de football pour le match contre la Croatie en demi-finale de la Coupe du monde. C'est l'effervescence également à Heillange dont la population se rue sur l'achat de téléviseurs, de drapeaux et de bières dans la zone commerciale qui a poussé en périphérie de la ville. Anthony – désormais réformé de l'armée après une blessure au ménisque contractée en jouant au football – n'y coupe pas lui non plus: il lui faut son grand écran plat, quitte à prendre un nouveau crédit qu'il pourra difficilement honorer avec son salaire d'intérimaire. De même pour Hacine qui vient de se payer une moto Suzuki TS 125 – malgré son revenu de vendeur au SMIC suffisant à peine à faire vivre sa famille, qui s'est agrandie d'une petite fille – provoquant la colère de Coralie qui lui lance l'ultimatum de se ressaisir.
Les deux jeunes hommes en viennent à se croiser une nouvelle fois au bar L'Usine où ils sont venus assister à la seconde mi-temps du match. Après un moment de surprise et d'hésitation, ils finissent par fraterniser en cette soirée de liesse «black blanc beur» et partent sur l'insistance d'Anthony faire un tour en moto sur un parking. Ce dernier finit par la piquer à Hacine et se rend sous les fenêtres de Steph qui l'éconduit brutalement; elle s'apprête à partir rejoindre son compagnon au Canada pour démarrer une nouvelle vie. Morose et déprimé, Anthony convie le lendemain sa mère à pique-niquer au bord du lac – où son père s'est noyé, peut-être volontairement – avant de déposer la moto devant le magasin où travaille Hacine.

## Réception critique

### En France
À la parution du roman en août 2018, le magazine Télérama considère que Nicolas Mathieu « confirme un talent hors du commun » avec ce roman « porté par l’énergie de ces adolescents qu’il met en scène » dans un « texte [qui] vibre, pulse, [... et] emporte le lecteur par son extraordinaire acuité, son infinie sensibilité » proposant un « portrait hyper réaliste de cette France des lisières [...] passée par pertes et profits des impératifs d’une mondialisation sans frein ». Le journal La Croix souligne l'« intensité d’une langue crue, brutale et incarnée d’où la beauté affleure » dans un roman qui raconte « le désenchantement d’une jeunesse des marges » lorsque Alain Nicolas, pour L'Humanité, reconnait « l'énergie » de l'écriture de Nicolas Mathieu en « une phrase qui sonne juste, sans effets, mais sans céder à la tentation de la sécheresse » ou Latifa Madani, pour le même journal, écrit que cette « fresque sociale [est] d’une acuité inouïe, mêlant sensualité, mélancolie, rage et ennui ». Les Inrocks le qualifie de « deuxième roman d’une beauté crépusculaire » tandis que Philosophie magazine voit percer sous la tragédie les « épiphanies modestes et courtes merveilles » d'un roman « alliant avec brio l’invention poétique et le parler quotidien ». En revanche la rédaction de Slate est partagée : si une partie de celle-ci souligne la « puissance d’évocation de la sève adolescente » où contraste une « langue à la fois sensuelle et mortifère, une prosodie qui pulse et qui dépérit, une expression d’exaltation et de désenchantement », l'autre est plus réservée jugeant qu'il s'agit d'un roman trop long dont le « sujet ne brille guère par son originalité » prenant la forme d'une « copie un peu trop bien écrite, lisse à force de chercher la phrase ou la formule qui font mouche » pour « flatter le lectorat » concluant toutefois que si le choix du Goncourt 2018 n'est « certes pas d’un grand cru [...] il n’a rien de déshonorant ».
La tribune du Masque et la Plume sur France Inter est unanime pour qualifier le livre de « très bon roman et très bon Goncourt » (bien « qu'un peu long » selon Olivia de Lamberterie et Patricia Martin moins convaincue) et souligne l'importance que l'auteur – « sensible et juste » pour Frédéric Beigbeder – a apporté aux « niveaux de langage » des personnages par rapport à la narration,. Pour Anne Brigaudeau du site Culturebox de France Télévision, il s'agit d'un « roman magistral », d'une « fiction lucide, acide et jouissive » où malgré un « message désespérant, la langue joyeuse, caustique, claquante, sait alterner formules choc et purs instants suspendus, qui ressuscitent l'adolescence ».
Lors de la remise du prix Goncourt, Bernard Pivot déclare qu'il s'agit d'un livre qui « parle de la jeunesse et de la France d'aujourd'hui. Un livre social tout à fait contemporain [dans lequel] Nicolas Mathieu est très habile dans la restitution du langage des jeunes, ». Pierre Assouline, également membre de l'Académie Goncourt, note avec enthousiasme la « double ambition aussi bien poétique que politique » de l'auteur, son « souci de la langue », dans un « roman de formation formellement classique, sans hiatus, d’une écriture fluide grâce à la note juste trouvée dès l’entame et tenue jusqu’au bout » dans « l'esprit [d'une] fresque [...] au service de la question sociale en France ».
De façon notable (et rare), le roman a également reçu un accueil dans certains journaux de mouvements syndicaux tel que Force ouvrière qui logiquement souligne l'aspect social du livre dans lequel les adolescents du bassin ouvrier lorrain frappé de « sinistrose [ayant] trop souvent succédé au sinistre, [...] veulent sortir de cette gangue où nombre de leurs parents ont été fossilisés vivants ». De même, le journal en ligne du Nouveau Parti anticapitaliste fait une recension du roman, qualifié de « réaliste », en insistant sur la « révolte des adolescents » sur fond de crises sociale et des solidarités qui malgré « une trame sombre [...] n'est jamais misérabiliste ». Il trace de plus un parallèle – renforcé par la « parenthèse enchantée » de la victoire en Coupe du monde 1998 (similaire à celle de 2018) et « ironiquement sur l'illusion de l'unité et de la fraternité de ce match de foot » – avec la situation de la France confrontée (de manière contemporaine à la parution du livre) à la contestation sociale et au mouvement des Gilets jaunes. Il s'agit là d'un rapprochement et d'une analyse que Nicolas Mathieu lui-même avait faits en novembre 2018 lors d'un long entretien à Médiapart, tout en récusant tout « militantisme ». Il précise toutefois qu'un titre de travail du livre était Du pétrole dans les veines et qu'il représentait la France des ronds-points assujettie aux territoires périurbains à l'« habitat disséminé » et au « besoin de carburant ».
À sa parution en format poche en août 2020, le journal économique Les Échos l'inclut dans sa liste des quatre livres de poche de la rentrée littéraire considérant « qu'il est plus que temps de rattraper la pure merveille de Nicolas Mathieu » avec sa « fresque politico-sociétale des années Chirac [au]  regard ultrasensible sur la France d'en bas ».

### À l'étranger
À l'étranger, l'œuvre est perçue comme « une fine et implacable analyse sociale sous le couvert d’un roman hyperréaliste à l’écriture puissante [...] mais peut-être un peu trop franco-française » pour le critique du quotidien québécois Le Devoir. L'équipe littérature de Radio Canada l'inclut quant à elle dans sa liste des dix meilleurs romans de l'année 2018. Pour le quotidien libanais francophone L'Orient-Le Jour, il s'agit d'un « roman réaliste écrit d’une plume à la fois précise et ample ».
En Italie, le roman est globalement bien accueilli, la critique appuyant sur le fait que l'auteur présente, « en alternant les descriptions efficaces à un ton colloquial », le déclin de la classe ouvrière européenne sur le point de disparaître surtout à travers les yeux et le destin des adolescents pourtant « affamés de vie [...] et d'un futur ». Dans l'espace italophone, Leurs enfants après eux est considéré comme « un très bon livre, tout à la fois roman d'apprentissage et enquête sociale » par la presse tessinoise.
Lors de sa parution aux États-Unis, le critique du New York Times considère que ce roman « trompeusement simple » énumère, au travers de « portraits naturalistes » de la génération X ayant grandi dans la France périphérique, l'ensemble des raisons qui ont conduit au déclassement économique, culturel et social du monde ouvrier en France (mais également de la working-class blanche américaine ou britannique) à l'image des livres de Michel Houellebecq ou plus encore de Christophe Guilluy. Il critique toutefois durement la forme littéraire de ce livre « défectueux » qu'il qualifie de « succédané de roman pour adolescents », à la « langue comiquement mauvaise » éloignée des standards d'écriture enseignés – qui plus est parfois « traduit de manière inepte » –, tout en avouant qu'il s'agit cependant d'un « roman captivant » que l'on n'arrive pas à quitter, ou vouloir qu'il finisse, en raison de ce que seul l'art peut « faire résonner » des problématiques que ni la sociologie ni le journalisme ne peuvent mettre en lumière.

## Adaptations

### Adaptation cinématographique
Les droits cinématographiques de Leurs enfants après eux ont été cédés en juin 2019 pour son adaptation au cinéma. Le film, réalisé par les jumeaux Ludovic et Zoran Boukherma, sort en 2024 sous le même titre que le roman : Leurs enfants après eux.

### Adaptations théâtrales
Le metteur en scène Simon Delétang éprouve « un coup de cœur littéraire » pour le roman et décide de l'adapter pour le théâtre du Peuple qu'il dirige à Bussang dans les Vosges. Il présente la pièce durant l'été 2021 dans une version théâtrale interprétée par treize jeunes acteurs de la 80e promotion de l'École nationale supérieure des arts et techniques du théâtre (ENSATT) de Lyon,,.
Le roman est à nouveau adapté pour le théâtre en janvier 2022 par Hugo Roux pour la compagnie Demain dès l'aube, avec une scénographie de Juliette Desproges, au Théâtre Maurice-Novarina à Thonon-les-bains avant une tournée française incluant des représentations lors du festival Off d'Avignon au Théâtre 11 en juillet 2022.

## Éditions et traductions
- Actes Sud, 2018  (ISBN 978-2330108717)[57]
- Actes Sud, coll. « Babel » no 1705, 2020  (ISBN 978-2-330-13917-9), 560 p.
- (en) And Their Children After Them, trad. William Rodarmor, Other Press, 2019  (ISBN 9781892746771), 420 p.[58],[51]
- (de) Wie später ihre Kinder, trad. Lena Müller et André Hansen, Éditions Hanser, Berlin, 2019[59]
- (no) Og slik er det også med deres barn, trad. Henninge M. Solberg, Éditions Gyldendal, Oslo, 2019  (ISBN 9788205524309)[60]
- (nl) De uitzichtlozen, trad. Jan Pieter van der Sterre et Reintje Ghoos, Éditions Meulenhoff, Amsterdam, 2019  (ISBN 9789029093453)[61]
- (it) E i figli dopo di loro, trad. Margherita Botto, Éditions Marsilio, Venise, 2019  (ISBN 978-88-297-0180-3), 478 p.[62]
- (es) Sus hijos después de ellos, trad. Amaya García Gallego, Éditions Alianza de Novelas, 2019  (ISBN 978-84-9181-638-6)